# Me and That Man
Me and That Man ist ein Musikprojekt des polnischen Musikers Adam Darski.

## Geschichte
Das Debütalbum Songs of Love and Death enthält eine Mischung aus Folk, Country und Blues. Die Musik wird mit der von Leonard Cohen, Tom Waits und Nick Cave verglichen. Gegründet wurde das Projekt 2013. Adam Darski, Frontmann der Extreme-Metal-Band Behemoth, suchte nach Möglichkeiten, sich außerhalb des extremen Metal musikalisch auszudrücken. Darski und der rund 30 Jahre ältere Gitarrist und Rockmusiker John Porter lernten sich im Rahmen eines Country-Projektes des Sängers und Gitarristen Maciej Maleńczuk kennen. In gemeinsamer Arbeit entstanden Lieder für ein Studioalbum, das am 24. März 2017 unter dem Titel Songs of Love and Death erschien, welches Platz drei der polnischen, Platz 70 der deutschen, Platz 59 der österreichischen und Platz 76 der Schweizer Albumcharts erreichte. Nach Albumveröffentlichung ging das Duo unterstützt von zwei Live-Musikern auf Tournee durch Europa.
Im Sommer 2018 trennte sich Darski von Porter und arbeitete alleine an einem neuen Album. Für das zweite Studioalbum New Man, New Songs, Same Shit, Vol. 1 holte sich Darski für jedes Lied einen bzw. zwei Sänger, darunter Ihsahn (Emperor), Nicke Andersson (Entombed), Matthew Heafy (Trivium), Corey Taylor (Slipknot, Stone Sour) und Brent Hinds (Mastodon). Die Veröffentlichung erfolgte am 27. März 2020 über Napalm Records. New Man, New Songs, Same Shit, Vol. 1 erreichte Platz vier der polnischen, Platz 26 der deutschen und Platz 77 der Schweizer Albumcharts. Am 24. Dezember 2019 wurde ein Auftritt beim Wacken Open Air 2020 angekündigt. Das Festival fiel jedoch wegen der COVID-19-Pandemie aus.
Am 19. November 2021 folgte das dritte Studioalbum New Man, New Songs, Same Shit, Vol. 2. Als Gastmusiker sind unter anderem Tobias Forge (Ghost, als Mary Goore), Gary Holt (Exodus), David Vincent (Morbid Angel), Randy Blythe (Lamb of God) sowie Alissa White-Gluz (Arch Enemy) zu hören.

## Diskografie

### Studioalben
| Jahr | Titel Musiklabel                                     | Höchstplatzierung, Gesamtwochen, AuszeichnungChartplatzierungen (Jahr, Titel, Musiklabel, Platzierungen, Wochen, Auszeichnungen, Anmerkungen) | Höchstplatzierung, Gesamtwochen, AuszeichnungChartplatzierungen (Jahr, Titel, Musiklabel, Platzierungen, Wochen, Auszeichnungen, Anmerkungen) | Höchstplatzierung, Gesamtwochen, AuszeichnungChartplatzierungen (Jahr, Titel, Musiklabel, Platzierungen, Wochen, Auszeichnungen, Anmerkungen) | Höchstplatzierung, Gesamtwochen, AuszeichnungChartplatzierungen (Jahr, Titel, Musiklabel, Platzierungen, Wochen, Auszeichnungen, Anmerkungen) | Anmerkungen                             |
| Jahr | Titel Musiklabel                                     | DE | AT | CH | PL | Anmerkungen                             |
| ---- | ---------------------------------------------------- | --- | --- | --- | --- | --------------------------------------- |
| 2017 | Songs of Love and Death Cooking Vinyl                | DE70 (1 Wo.)DE | AT59 (1 Wo.)AT | CH76 (1 Wo.)CH | PL3 (8 Wo.)PL | Erstveröffentlichung: 24. März 2017     |
| 2020 | New Man, New Songs, Same Shit, Vol. 1 Napalm Records | DE26 (1 Wo.)DE | — | CH77 (1 Wo.)CH | PL4 (5 Wo.)PL | Erstveröffentlichung: 27. März 2020     |
| 2021 | New Man, New Songs, Same Shit, Vol. 2 Napalm Records | DE95 (1 Wo.)DE | — | CH79 (1 Wo.)CH | PL7 (1 Wo.)PL | Erstveröffentlichung: 19. November 2021 |